# Anaplecta maronensis
Anaplecta maronensis är en kackerlacksart som beskrevs av Morgan Hebard 1921. Anaplecta maronensis ingår i släktet Anaplecta och familjen småkackerlackor. Inga underarter finns listade i Catalogue of Life.